# کلند اوبراین
کلند اوبراین (انگلیسی: Kelland O'Brien؛ زادهٔ ۲۲ مهٔ ۱۹۹۸) دوچرخه‌سوار اهل استرالیا است.
وی در مسابقات کشوری و بین‌المللی در مجموع برندهٔ ۲ مدال طلا، ۱ مدال برنز شده‌است.